# Bassaniodes ferus
Bassaniodes ferus es una especie de araña cangrejo del género Bassaniodes, familia Thomisidae. Fue descrita científicamente por O. Pickard-Cambridge en 1876.

## Distribución
Esta especie se encuentra en Chipre, Egipto e Israel.